# Robert Lutz
Robert Lutz (Lancaster, 29 agosto 1947) è un ex tennista statunitense.

## Carriera
Lutz è stato un ottimo giocatore sia da amatore che da professionista ottenendo i migliori risultati nel doppio in coppia con Stan Smith.

Nel singolare ha raggiunto 24 finali con 9 vittorie, la più importante al Masters di Parigi 1978 mentre nei tornei dello Slam è arrivato in semifinale agli Australian Open 1970.

In doppio ha raggiunto invece 73 finali vincendone 43, buona parte in coppia con Stan Smith. Tra queste vittorie sono presenti ben 5 titoli nei tornei del Grande Slam di cui quattro agli US Open e uno in Australia.

Ha partecipato a cinque edizioni della Coppa Davis ottenendo 14 vittorie e solo due sconfitte, grazie a questo risultato è stato inserito nella ITF Tennis Hall of Fame.

## Statistiche

### Singolare

#### Vittorie (9)
| Legenda            |
| Grande Slam (0)    |
| Serie regolare (9) |

| Titoli per superficie |
| Cemento (6)           |
| Terra rossa (0)       |
| Erba (0)              |
| Sintetico (3)         |

| Numero | Data              | Torneo                                | Superficie       | Avversario in finale | Punteggio          |
| 1.     | 20 settembre 1971 | Sacramento Classic, Sacramento        | Cemento          | Alejandro Olmedo     | 3–6, 6–4, 6–3      |
| 2.     | 24 ottobre 1971   | Cologne Grand Prix, Colonia           | Sintetico        | Jeff Borowiak        | 6–3, 6–7, 6–3, 6–1 |
| 3.     | 12 luglio 1972    | U.S. Pro Tennis Championships, Boston | Cemento          | Tom Okker            | 6–4, 2–6, 6–4, 6–4 |
| 4.     | 20 aprile 1975    | Tokyo Indoor, Tokyo                   | Sintetico indoor | Stan Smith           | 6–4, 6–4           |
| 5.     | 30 novembre 1978  | Paris Open, Parigi                    | Cemento indoor   | Tom Gullikson        | 6–2, 6–2, 7–6      |
| 6.     | 18 novembre 1979  | ATP Taipei, Taipei                    | Sintetico indoor | Pat Du Pré           | 6–3, 6–4, 2–6, 6–3 |
| 7.     | 10 agosto 1980    | Columbus Open, Columbus               | Cemento          | Terry Rocavert       | 6–4, 6–3           |
| 8.     | 17 agosto 1980    | Stowe Open, Stowe                     | Cemento          | Johan Kriek          | 6–3, 6–1           |
| 9.     | 2 novembre 1980   | Cologne Grand Prix, Colonia, Germania | Cemento indoor   | Nick Saviano         | 6–4, 6–0           |

#### Finali perse (15)
| Numero | Data             | Torneo                                      | Superficie       | Avversario in finale | Punteggio                |
| 1.     | 1968             | United States Amateur Championships, Boston | Erba             | Arthur Ashe          | 6–4, 3–6, 10–8, 0–6, 4–6 |
| 2.     | 24 ottobre 1971  | Torneo Godó, Barcellona                     | Terra rossa      | Manuel Orantes       | 4–6, 3–6, 4–6            |
| 3.     | 4 novembre 1972  | Essen International, Essen                  | Sintetico indoor | Nikola Pilić         | 6–4, 4–6, 6–3, 4–6, 6–7  |
| 4.     | 26 novembre 1972 | WCT Winter Finals, Roma                     | Sintetico indoor | Arthur Ashe          | 2–6, 6–3, 3–6, 6–3, 6–7  |
| 5.     | 11 febbraio 1973 | U.S. Professional Indoor, Filadelfia        | Sintetico indoor | Stan Smith           | 6(2)–7, 6(5)–7, 6–4, 4–6 |
| 6.     | 6 agosto 1974    | Cincinnati Open, Cincinnati                 | Cemento          | Marty Riessen        | 6–7, 6–7                 |
| 7.     | 25 agosto 1975   | Columbus Open, Columbus                     | Cemento          | Vijay Amritraj       | 4–6, 5–7                 |
| 8.     | 19 ottobre 1975  | Australian Indoor Championships, Sydney     | Cemento indoor   | Stan Smith           | 6–7, 2–6                 |
| 9.     | 23 febbraio 1976 | Rome WCT, Roma                              | Sintetico indoor | Arthur Ashe          | 2–6, 6–0, 3–6            |
| 10.    | 29 febbraio 1976 | Rotterdam Open, Rotterdam                   | Sintetico indoor | Arthur Ashe          | 3–6, 3–6                 |
| 11.    | 10 ottobre 1976  | Hawaiian Open, Maui                         | Cemento          | Harold Solomon       | 3–6, 7–5, 5–7            |
| 12.    | 21 febbraio 1977 | Ocean City Open, Ocean City (Maryland)      | Cemento          | Vitas Gerulaitis     | 6–3, 1–6, 2–6            |
| 13.    | 20 marzo 1977    | Washington Indoor, Washington               | Sintetico indoor | Brian Gottfried      | 1–6, 2–6                 |
| 14.    | 13 agosto 1978   | Columbus Open, Columbus                     | Terra rossa      | Arthur Ashe          | 3–6, 4–6                 |
| 15.    | 1º maggio 1983   | Tampa Open, Tampa                           | Sintetico        | Johan Kriek          | 2–6, 4–6                 |

### Doppio

#### Vittorie (43)
| Legenda                 |
| Grande Slam (5)         |
| Tornei di fine anno (1) |
| Serie regolare (37)     |

| Titoli per superficie |
| Cemento (17)          |
| Terra rossa (8)       |
| Erba (4)              |
| Sintetico (13)        |

| Numero | Data              | Torneo                                                | Superficie       | Compagno        | Avversari in finale                   | Punteggio               |
| 1.     | 8 settembre 1968  | US Open, New York                                     | Erba             | Stan Smith      | Arthur Ashe Andrés Gimeno             | 11–9, 6–1, 7–5          |
| 2.     | 20 luglio 1969    | Cincinnati Open, Cincinnati                           | Terra rossa      | Stan Smith      | Arthur Ashe Charlie Pasarell          | 6–3, 6–4                |
| 3.     | 27 gennaio 1970   | Australian Open, Melbourne                            | Erba             | Stan Smith      | John Alexander Phil Dent              | 8–6, 6–3, 6–4           |
| 4.     | 4 ottobre 1970    | Pacific Coast Championships, Berkeley                 | Cemento          | Stan Smith      | Roy Barth Tom Gorman                  | 6–2, 7–5, 4–6, 6–2      |
| 5.     | 13 febbraio 1972  | U.S. Professional Indoor, Filadelfia                  | Sintetico indoor | Arthur Ashe     | John Newcombe Tony Roche              | 6–3, 6–7, 6–3           |
| 6.     | 15 aprile 1973    | Brussels Indoor, Bruxelles                            | Sintetico indoor | Stan Smith      | John Alexander Phil Dent              | 6–4, 7–6                |
| 7.     | 22 aprile 1973    | Johannesburg Indoor, Johannesburg                     | Cemento          | Stan Smith      | Frew McMillan Allan Stone             | 6–1, 6–4, 6–4           |
| 8.     | 7 maggio 1973     | Masters Doubles WCT, Montréal                         | Sintetico        | Stan Smith      | Tom Okker Marty Riessen               | 6–2, 7–6, 6–0           |
| 9.     | 6 aprile 1974     | Atlanta Open, Atlanta                                 | Terra rossa      | Stan Smith      | Brian Gottfried Dick Stockton         | 6–3, 3–6, 7–6           |
| 10.    | 13 aprile 1974    | New Orleans WCT, New Orleans                          | Altro            | Stan Smith      | Owen Davidson John Newcombe           | 4–6, 6–4, 7–6           |
| 11.    | 1º settembre 1974 | U.S. Pro Tennis Championships, Boston                 | Terra rossa      | Stan Smith      | Hans-Jürgen Pohmann Marty Riessen     | 3–6, 6–4, 6–3           |
| 12.    | 8 settembre 1974  | US Open, New York                                     | Erba             | Stan Smith      | Patricio Cornejo Jaime Fillol         | 6–3, 6–3                |
| 13.    | 29 settembre 1974 | Pacific Coast Championships, San Francisco            | Sintetico indoor | Stan Smith      | John Alexander Syd Ball               | 6–4, 7–6                |
| 14.    | 23 febbraio 1975  | Colonial National Invitational, Fort Worth            | Cemento          | Stan Smith      | John Alexander Phil Dent              | 6–7, 7–6, 6–3           |
| 15.    | 20 aprile 1975    | Tokyo Indoor, Tokyo                                   | Sintetico indoor | Stan Smith      | John Alexander Phil Dent              | 6–4, 6–7, 6–2           |
| 16.    | 27 aprile 1975    | Houston Open, Houston                                 | Terra rossa      | Stan Smith      | Mike Estep Russell Simpson            | 7–5, 7–6                |
| 17.    | 26 luglio 1975    | Washington Open, Washington                           | Terra rossa      | Stan Smith      | Brian Gottfried Raúl Ramírez          | 7–5, 2–6, 6–1           |
| 18.    | 24 agosto 1975    | Columbus Open, Columbus                               | Cemento          | Stan Smith      | Jürgen Fassbender Hans-Jürgen Pohmann | 6–2, 6–7, 6–3           |
| 19.    | 18 gennaio 1976   | Indianapolis WCT, Indianapolis                        | Sintetico indoor | Stan Smith      | Vitas Gerulaitis Tom Gorman           | 6–2, 6–4                |
| 20.    | 8 febbraio 1976   | Barcelona WCT, Barcellona                             | Terra rossa      | Ramsey Smith    | Wojciech Fibak Karl Meiler            | 6–3, 6–3                |
| 21.    | 23 febbraio 1976  | Rome WCT, Roma                                        | Terra rossa      | Stan Smith      | Dick Crealy Frew McMillan             | 6–7, 6–3, 6–4           |
| 22.    | 26 settembre 1976 | Los Angeles Open, Los Angeles                         | Sintetico        | Stan Smith      | Arthur Ashe Charlie Pasarell          | 6–2, 3–6, 6–3           |
| 23.    | 20 marzo 1977     | Washington Indoor, Washington                         | Sintetico        | Stan Smith      | Brian Gottfried Raúl Ramírez          | 6–3, 7–5                |
| 24.    | 1º maggio 1977    | Alan King Tennis Classic, Las Vegas                   | Cemento          | Stan Smith      | Bob Hewitt Raúl Ramírez               | 6–3, 3–6, 6–4           |
| 25.    | 14 agosto 1977    | Columbus Open, Columbus                               | Cemento          | Stan Smith      | Peter Fleming Gene Mayer              | 4–6, 7–5, 6–2           |
| 26.    | 9 ottobre 1977    | Hawaiian Open, Maui                                   | Cemento          | Stan Smith      | Brian Gottfried Raúl Ramírez          | 7–6, 6–4                |
| 27.    | 4 dicembre 1977   | South African Open, Johannesburg                      | Cemento          | Stan Smith      | Peter Fleming Raymond Moore           | 6–3, 7–5, 6–7, 7–6      |
| 28.    | 18 febbraio 1978  | Springfield International Tennis Classic, Springfield | Sintetico indoor | Stan Smith      | Jan Kodeš Marty Riessen               | 6–3, 6–3                |
| 29.    | 19 marzo 1978     | Washington Indoor, Washington                         | Sintetico indoor | Stan Smith      | Arthur Ashe John McEnroe              | 6–7, 7–5, 6–1           |
| 30.    | 10 settembre 1978 | US Open, New York                                     | Cemento          | Stan Smith      | Marty Riessen Sherwood Stewart        | 1–6, 7–5, 6–3           |
| 31.    | 25 febbraio 1979  | Denver Open, Denver                                   | Sintetico indoor | Stan Smith      | Wojciech Fibak Tom Okker              | 7–6, 6–3                |
| 32.    | 11 marzo 1979     | Washington Indoor, Washington                         | Sintetico indoor | Stan Smith      | Bob Carmichael Brian Teacher          | 6–4, 7–5, 3–6, 7–6      |
| 33.    | 15 luglio 1979    | Hall of Fame Tennis Championships, Newport            | Erba             | Stan Smith      | John James Chris Kachel               | 6–4, 7–6                |
| 34.    | 12 agosto 1979    | Columbus Open, Columbus                               | Terra rossa      | Brian Gottfried | Tim Gullikson Tom Gullikson           | 4–6, 6–3, 7–6           |
| 35.    | 19 agosto 1979    | ATP Cleveland, Cleveland                              | Cemento          | Stan Smith      | Francisco González Fred McNair        | 6–3, 6–4                |
| 36.    | 11 novembre 1979  | Hong Kong Open, Hong Kong                             | Cemento          | Pat Du Pré      | Steve Denton Jeff Turpin              | 6–3, 6–4                |
| 37.    | 13 aprile 1980    | ATP Tulsa, Tulsa                                      | Cemento indoor   | Dick Stockton   | Francisco González Fred McNair        | 2–6, 7–6, 6–2           |
| 38.    | 28 aprile 1980    | Alan King Tennis Classic, Las Vegas                   | Cemento          | Stan Smith      | Wojciech Fibak Gene Mayer             | 6–2, 7–5                |
| 39.    | 17 agosto 1980    | Stowe Open, Stowe                                     | Cemento          | Bernard Mitton  | Ilie Năstase Ferdi Taygan             | 6–4, 6–3                |
| 40.    | 7 settembre 1980  | US Open, New York                                     | Cemento          | Stan Smith      | Peter Fleming John McEnroe            | 7–6, 3–6, 6–1, 3–6, 6–3 |
| 41.    | 26 ottobre 1980   | Vienna Open, Vienna                                   | Cemento indoor   | Stan Smith      | Heinz Günthardt Pavel Složil          | 6–1, 6–2                |
| 42.    | 2 dicembre 1980   | South African Open, Johannesburg                      | Cemento          | Stan Smith      | Heinz Günthardt Paul McNamee          | 6–7, 6–3, 6–4           |
| 43.    | 19 dicembre 1982  | Hartford WCT, Hartford                                | Sintetico indoor | Dick Stockton   | Mike Cahill Tracy Delatte             | 7–6, 6–3                |

#### Finali perse (30)
| N°  | Data | Torneo                         | Superficie     | Compagno         | Avversari in finale              | Punteggio               |
| 1.  | 1970 | Los Angeles, Stati Uniti       | Cemento        | Stan Smith       | Tom Okker Marty Riessen          | 7–6, 6–2                |
| 2.  | 1971 | Dallas WCT, Stati Uniti        | Sintetico      | Charlie Pasarell | Tom Okker Marty Riessen          | 6–3, 6–4                |
| 3.  | 1971 | Stoccolma, Svezia              | Cemento indoor | Arthur Ashe      | Tom Gorman Stan Smith            | 6–4, 6–3                |
| 4.  | 1972 | Boston WCT, Stati Uniti        | Cemento        | Arthur Ashe      | John Newcombe Tony Roche         | 6–3, 1–6, 7–6           |
| 5.  | 1972 | Louisville WCT, Stati Uniti    | Terra rossa    | Arthur Ashe      | John Alexander Phil Dent         | 6–4, 6–3                |
| 6.  | 1972 | Rotterdam WCT, Paesi Bassi     | Sintetico      | Arthur Ashe      | Roy Emerson John Newcombe        | 7–6, 7–6                |
| 7.  | 1974 | Open di Francia, Parigi        | Terra rossa    | Stan Smith       | Dick Crealy Onny Parun           | 6–3, 6–2, 3–6, 5–7, 6–1 |
| 8.  | 1974 | Nottingham, Inghilterra        | Erba           | Stan Smith       | Charlie Pasarell Erik Van Dillen | 6–4, 9–7                |
| 9.  | 1974 | Wimbledon, Londra              | Erba           | Stan Smith       | John Newcombe Tony Roche         | 8–6, 6–4, 6–4           |
| 10. | 1974 | Columbus, Stati Uniti          | Cemento        | Tom Gorman       | Anand Amritraj Vijay Amritraj    | DEF                     |
| 11. | 1976 | World Doubles WCT, Kansas City | Sintetico      | Ramsey Smith     | Wojciech Fibak Karl Meiler       | 6–3, 2–6, 3–6, 6–3, 6–4 |
| 12. | 1976 | Las Vegas, Stati Uniti         | Cemento        | Stan Smith       | Arthur Ashe Charlie Pasarell     | 6–4, 6–2                |
| 13. | 1977 | Memphis, Stati Uniti           | Sintetico      | Stan Smith       | Fred McNair Sherwood Stewart     | 4–6, 7–6, 7–6           |
| 14. | 1977 | Los Angeles PSW, Stati Uniti   | Sintetico      | Stan Smith       | Bob Hewitt Frew McMillan         | 6–3, 6–4                |
| 15. | 1978 | Rotterdam WCT, Paesi Bassi     | Sintetico      | Stan Smith       | Fred McNair Raúl Ramírez         | 6–2, 6–3                |
| 16. | 1978 | World Doubles WCT, Kansas City | Sintetico      | Stan Smith       | Wojciech Fibak Tom Okker         | 6–7, 6–4, 6–0, 6–3      |
| 17. | 1978 | San Francisco, Stati Uniti     | Sintetico      | Stan Smith       | Peter Fleming John McEnroe       | 5–7, 6–4, 6–4           |
| 18. | 1978 | Stoccolma, Svezia              | Cemento indoor | Stan Smith       | Wojciech Fibak Tom Okker         | 6–3, 6–2                |
| 19. | 1979 | New Orleans, Stati Uniti       | Sintetico      | Stan Smith       | Peter Fleming John McEnroe       | 6–1, 6–3                |
| 20. | 1979 | Cincinnati, Stati Uniti        | Cemento        | Stan Smith       | Brian Gottfried Ilie Năstase     | 1–6, 6–3, 7–6           |
| 21. | 1979 | US Open, New York              | Cemento        | Stan Smith       | Peter Fleming John McEnroe       | 6–2, 6–4                |
| 22. | 1979 | Taipei, Taiwan                 | Sintetico      | Pat Du Pré       | Mark Edmondson John Marks        | 6–1, 3–6, 6–4           |
| 23. | 1980 | Wimbledon, Londra              | Erba           | Stan Smith       | Peter McNamara Paul McNamee      | 7–6, 6–3, 6–7, 6–4      |
| 24. | 1980 | Sawgrass, Stati Uniti          | Cemento        | Stan Smith       | Brian Gottfried Raúl Ramírez     | 7–6, 6–4, 2–6, 7–6      |
| 25. | 1980 | Stoccolma, Svezia              | Sintetico      | Stan Smith       | Heinz Günthardt Paul McNamee     | 6–7, 6–3, 6–2           |
| 26. | 1981 | Wimbledon, Londra              | Erba           | Stan Smith       | Peter Fleming John McEnroe       | 6–4, 6–4, 6–4           |
| 27. | 1981 | Stowe, Stati Uniti             | Cemento        | Brian Gottfried  | Johan Kriek Larry Stefanki       | 2–6, 6–1, 6–2           |
| 28. | 1981 | Cincinnati, Stati Uniti        | Cemento        | Stan Smith       | John McEnroe Ferdi Taygan        | 7–6, 6–3                |
| 29. | 1981 | SawErba Doubles, Stati Uniti   | Terra rossa    | Stan Smith       | Heinz Günthardt Peter McNamara   | 7–6, 3–6, 7–6, 5–7, 6–4 |
| 30. | 1982 | La Costa WCT, Stati Uniti      | Cemento        | Raúl Ramírez     | Fritz Buehning Johan Kriek       | 3–6, 7–6, 6–3           |